# Dziobowal szablozębny
Dziobowal szablozębny, wal Steinegera (Mesoplodon stejnegeri) – gatunek ssaka morskiego z rodziny zyfiowatych (Ziphiidae).

## Taksonomia
Gatunek po raz pierwszy zgodnie z zasadami nazewnictwa binominalnego opisał w 1885 roku amerykański biolog Frederick W. True nadając mu nazwę Mesoplodon Stejnegeri. Holotyp pochodził z Morza Beringa, z archipelagu Wysp Komandorskich, w Rosji. Okazem typowym była czaszka bez żuchwy młodego osobnika (nie podano płci) zebrana w 1883 roku przez Leonharda Stejnegera.
Autorzy Illustrated Checklist of the Mammals of the World uznają ten gatunek za monotypowy. 

### Etymologia
- Mesoplodon: gr. μεσος mesos „środkowy”; oπλα opla „uzbrojenie”; οδους odous, οδοντος odontos „ząb”[13].
- carlhubbsi: dr Leonhard Hess Stejneger (1851–1943), norweski zoolog zamieszkały w Stanach Zjednoczonych w latach 1881–1943, kurator Smithsonian Institution w latach 1884–1943[14].

## Zasięg występowania
Dziobowal szablozębny występuje w subpolarnych i chłodnych wodach umiarkowanego północnego Oceanu Spokojnego, od stosunkowo płytkich wód Morza Beringa na południe po południową Japonię (zachodni Ocean Spokojny) i środkową Kalifornię (wschodni Ocean Spokojny); jedyny gatunek dziobowala powszechnie występujący w Morzu Japońskim.

## Morfologia
Długość ciała 480–574 cm; masa ciała 1000–1300 kg. 

## Ekologia
Żyje w grupach liczących od 5 do 15 osobników.